# Robert Fisk
Robert Fisk (Maidstone, Anglaterra, 1946 - Dublín, República d'Irlanda, 30 d'octubre, 2020) va ser un periodista i escriptor anglès.

## Biografia
Periodista fill d'un antic soldat britànic de la Primera Guerra Mundial, Robert Fisk va estudiar a Anglaterra i Irlanda. Començà a treballar com a corresponsal de premsa a Irlanda (on va cobrir la guerra a l'Ulster) i a Portugal. Des de 1976 va treballar a l'Orient Mitjà, primer com a corresponsal de The Times i més tard (després d'una picabaralla arran de la modificació d'articles seus per part dels editors del rotatiu londinenc) amb el diari The Independent.
Robert Fisk va treballar a la guerra civil del Líban (començada el 1975), la invasió soviètica de l'Afganistan (1979), la guerra Iraq-Iran (1980-1988), la invasió israeliana del Líban (1982), Algèria i els Balcans. Tanmateix va fer el seguiment des del mateix front de guerra de la Primera Guerra del Golf Pèrsic (1990-1991) i la Segona Guerra del Golf Pèrsic (2003).
Considerat com un dels millors experts occidentals en el món islàmic, va ser responsable de la divulgació de les massacres de la guerra civil algeriana, dels assassinats massius de Saddam Hussein, de les represàlies israelianes a la Intifada palestina i de les repercussions de les activitats (bèl·liques i polítiques) del govern dels Estats Units a l'Afganistan i a l'Iraq. Va entrevistar en profunditat (i és dels pocs periodistes occidentals i fins i tot del món) a Osama bin Laden, el líder d'Al-Qaida, protagonista de sagnants atemptats arreu del món (entre els més coneguts, a Nova York, l'11 de setembre del 2001 i a Madrid, l'11 de març del 2004).
Fisk va defensar sempre la causa palestina, prenent posició per la pau a l'Orient Mitjà i l'entesa entre els països de la zona, fins i tot Israel. Per això va ser molt discutit tant per companys de la premsa com per part de gairebé tots els governs implicats en el conflicte de l'Orient Mitjà.
Durant molts anys va viure a Beirut, mentre treballava com a corresponsal de The Independent.
Robert Fisk va morir el 30 d'octubre del 2020, després de patir un Ictus a la seva casa de Dublin.

## Punts de vista

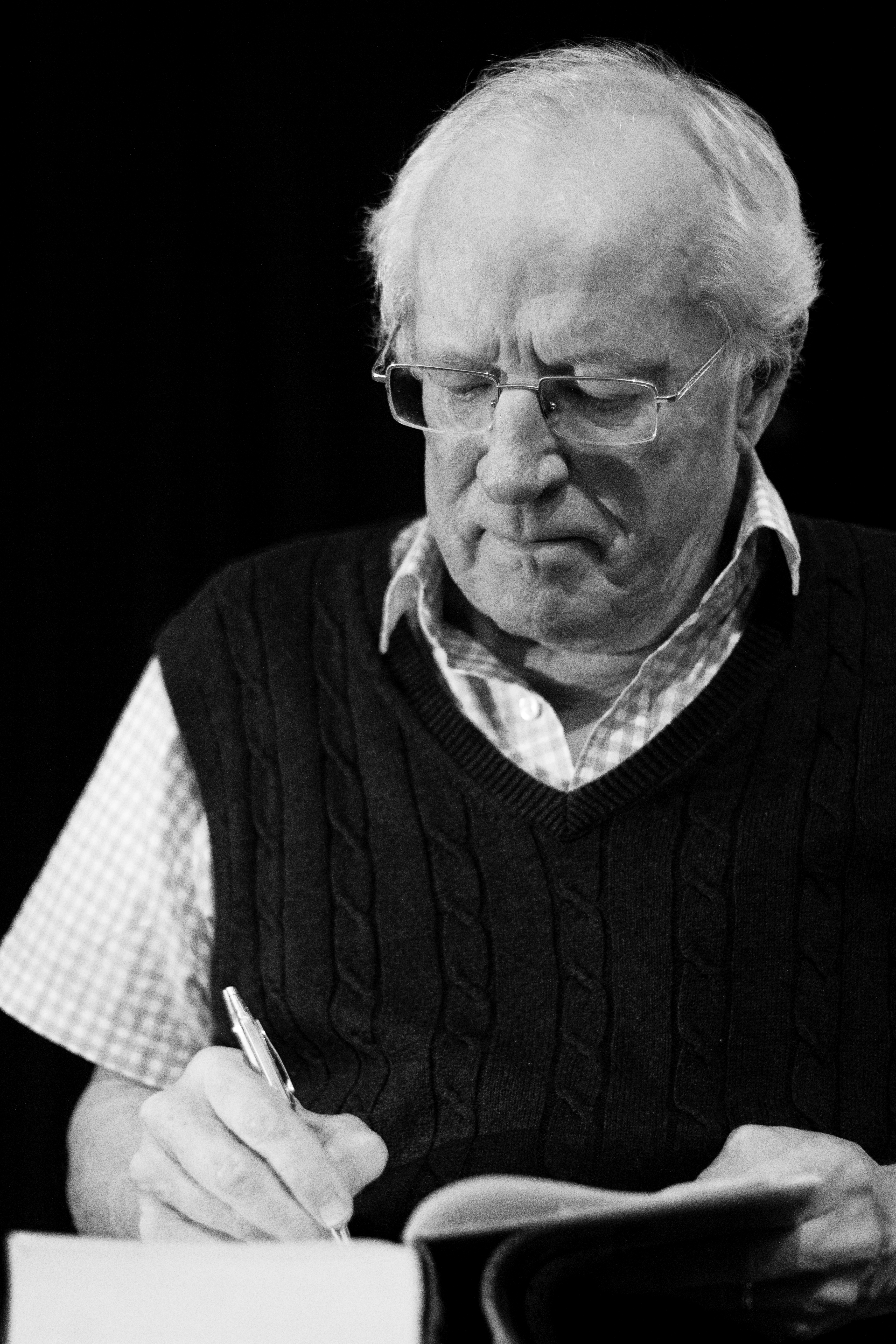
Firma de llibres Fisk el 2015

### Posicions i rebuda
Fisk era conegut per les seves crítiques a la política exterior dels Estats Units, particularment la participació del país en les guerres de l'Afganistan i l'Orient Mitjà. Va ser constantment crític amb Israel, titllant algunes de les accions del país contra els palestins com a crims de guerra. Una de les seves creences era que hauria d'informar els esdeveniments des del punt de vista de la víctima més que des del punt de vista de l'autoritat. El diari The Times, al seu obituari de Fisk del novembre de 2020, va dir que havia desenvolupat una aversió visceral pel govern israelià i els seus aliats després de la seva cobertura de la Matança de Sabra i Xatila, al·legant que això havia fet que Fisk fos esbiaixat i incapaç de proporcionar un relat desapassionat dels esdeveniments i el seu context. David Pryce-Jones, escrivint a The Spectator el 2003, va dir que Fisk era culpable d'histèria i distorsió en la seva cobertura de temes d'Orient Mitjà. En canvi, The Independent, per a qui va escriure des del 1989, el va elogiar per ser conegut pel seu coratge en qüestionar les narracions oficials dels governs.
Jeremy Bowen de la BBC també el va elogiar després de la seva mort, i va assenyalar la controvèrsia que va generar Fisk per les seves crítiques agudes als EUA i Israel, i a la política exterior occidental. Bowen es va descriure com un admirador que trobaria a faltar les tripes i la seva gana per la lluita de Fisk. Fisk va desestimar la polèmica relacionada amb els seus informes a Síria, dient que estava «escrivint només el que va veure i sentir». La seva exdona, Lara Marlowe, es va oposar a l'ús de l'adjectiu polèmic en els seus obituaris, dient que era un inconformista prolífic en el món del periodisme i, en la seva experiència, havia estat intuïtiu, ràpid […] i invariablement encertat.
De la mateixa manera, el corresponsal estranger de The Independent Patrick Cockburn, responent a les crítiques plantejades en els obituaris, va dir: «Derring-do en temps de guerra sol rebre bones notícies de la premsa i de l'opinió pública, però la resistència moral és una mercaderia molt més rara, quan els aplaudiments són substituïts per abusos, sovint per part de persones que veuen un món dividit entre diables i àngels i denuncien a qualsevol que denunciï un comportament menys que angelical per part d'aquest últim per ser simpatitzants secrets del diable». Cockburn va escriure que Fisk era millor que ningú a l'hora d'«esbrinar notícies importants el més ràpid possible, ignorant tots els esforços dels governs, exèrcits i mitjans de comunicació per suprimir-les i transmetre aquesta informació al públic de manera que poden jutjar millor què passa al món que els envolta».

### Sobre periodisme i política
Fisk es va descriure a si mateix com un pacifista i no votant. Va dir que el periodisme ha de «desafiar l'autoritat, tota l'autoritat, sobretot quan els governs i els polítics ens porten a la guerra». Va citar, amb aprovació, les paraules de la periodista israeliana Amira Hass: «Hi ha una idea errònia que els periodistes poden ser objectius... El que realment tracta el periodisme és controlar el poder i els centres de poder». A la llum de la seva formació anterior com a periodista al Newcastle Evening Chronicle, va dir: «Tenia la sospita que el llenguatge que ens vam veure obligats a escriure com a periodistes en pràctiques tots aquells anys ens havia empresonat d'alguna manera, que havíem estat escolaritzats per modelar el món i nosaltres mateixos en tòpics, que en la seva major part això definiria les nostres vides, destruiria la nostra ira i la nostra imaginació, ens faria lleials als nostres millors, als governs, a l'autoritat. Per alguna raó, estava posseït de la creença que la culpa del nostre fracàs com a periodistes a l'hora d'informar sobre l'Orient Mitjà amb qualsevol sentit de passió moral o indignació rau en la manera com vam ser entrenats com a periodistes». En una entrevista a la BBC el 2005, va articular més aquesta posició: «Si creus que les víctimes haurien de tenir més veu que les persones que cometen atrocitats, llavors sí, prenc una posició definitiva. Si els periodistes no ho fan, aleshores se'ls ha de fer pensar».
Sobre la cobertura dels informes estrangers, va observar en una entrevista amb Harry Kreisler a l'Institut d'Estudis Internacionals, UC Berkeley el 2006: «els francesos són molt bons per arribar a l'escena i informar de la realitat. Sé que França no té una molt bona reputació en la política estatunidenca en aquests moments, però Déu meu, tenen bons periodistes. Llegiu una traducció de Libération , Le Figaro, Le Monde: ho tenen. Treballo molt amb el francès, normalment treballo pel meu compte, però si treballo amb altres periodistes, acostumo a informar-me amb italians o francesos perquè, Déu meu, arriben al front de guerra».
Quan va parlar sobre Mentides, informes equivocats i catàstrofes a l'Orient Mitjà a la First Congregational Church of Berkeley el 22 de setembre de 2010, va declarar: «Crec que és el deure d'un corresponsal estranger ser neutral i imparcial, al costat dels que pateixen, siguin qui siguin». Va escriure extensament sobre quants conflictes contemporanis tenien els seus orígens, segons la seva opinió, en línies dibuixades en mapes: «Després de la victòria aliada de 1918, al final de la Guerra del meu pare, els vencedors van dividir les terres dels seus antics enemics En només disset mesos, van crear les fronteres d’Irlanda del Nord, Iugoslàvia i la major part de l'Orient Mitjà I he passat tota la meva carrera —a Belfast i Sarajevo, a Beirut i Bagdad— observant la gent d'aquells on les fronteres cremen».

### Genocidi armeni
Fisk va escriure extensament sobre el genocidi armeni de 1915 i va donar suport a les mesures per persuadir el govern turc perquè ho reconegués.

### Dia de la commemoració
Per al Dia de la commemoració el 2011, Fisk va escriure que el seu pare el vell Bill Fisk es va tornar molt rumiador sobre la Gran Guerra. Va saber que Haig havia mentit, que ell mateix havia lluitat per un món que el va trair, que 20.000 britànics morts el primer dia, al Somme –que va evitar per casualitat perquè el seu primer regiment, els Cheshires, el van enviar a Dublín i Cork per fer front a un altre problema de 1916. «Tot el que et puc dir, company», va dir, «és que va ser un gran malbaratament». Va tornar al tema l'any 2014; primer va resumir la seva experiència. «La meva família estava perseguida per l'experiència del meu pare al Somme i la pèrdua dels seus amics. Per què homenatgem els morts però ignorem les lliçons de la seva guerra?» i el 2016 on va dir «El seu exemple va ser de gran valentia. Va lluitar pel seu país. Les celebritats de la televisió no han de lluitar pel seu país, però ni tan sols ho fan, tenen el cor de trencar aquesta falsa conformitat».

## Vida personal
Fisk es va casar amb la periodista estatunidenca Lara Marlowe el 1994. La parella no va tenir fills i es van divorciar el 2006. En el moment de la seva mort, estava casat amb Nelofer Pazira, periodista afgano-canadenca, autora i activista dels drets humans.
L'any 2005 va escriure: «Vaig dir als estudiants de periodisme d'allà [a City, Universitat de Londres] que quan vaig veure famílies caminant feliços a Londres o París, em vaig preguntar si no m'havia perdut la vida. La seguretat amb res més que la hipoteca per la qual preocupar-se era preferible a l'existència que havia triat per a mi mateix. Un amic del meu pare va dir que havia gaudit del privilegi de veure coses que cap altre home havia vist a preguntes dels estudiants de Sydney sobre el sofriment a l'Orient Mitjà, vaig començar a preguntar-me si el meu privilegi no havia estat també la meva maledicció».

## Mort
El 30 d'octubre de 2020, Fisk va morir als 74 anys a l'Hospital Universitari St. Vincent de Dublín, Irlanda, després d'una sospita d'un ictus. A causa de les restriccions de COVID-19 del govern irlandès, el seu funeral es va celebrar en privat.
El president d'Irlanda, Michael D. Higgins, va dir que «amb la seva desaparició el món del periodisme i els comentaris informats sobre l'Orient Mitjà ha perdut un dels seus millors comentaristes» i el Taoiseach Micheál Martin va afirmar que «va ser sense por i independent en els seus reportatges, amb una comprensió profundament investigada de les complexitats de l'Orient Mitjà, la història i la política oriental».
El periodista antiguerra australià John Pilger va declarar, en saber de la seva mort, que «Robert Fisk ha mort. Reto el més càlid homenatge a un dels últims grans reporters. La 'controvertida' paraula mostela apareix fins i tot en el seu mateix diari, The Independent, les pàgines del qual va honrar. Va anar a contracorrent i va dir la veritat, de manera espectacular, el periodisme ha perdut el més valent». L'antic líder del Partit Laborista del Regne Unit, Jeremy Corbyn, el va elogiar a Twitter, trobant-se «molt trist en saber la mort de Robert Fisk. Una gran pèrdua d'un home brillant amb un coneixement inigualable de la història, la política i la gent d'Orient Mitjà». El polític grec i teòric econòmic Ianis Varufakis també va publicar un elogi a Twitter, declarant que «amb la mort de Robert Fisk hem perdut un ull periodístic sense el qual estarem parcialment cecs, una ploma sense la qual la nostra capacitat d'expressar-nos es redueix, una ànima sense la qual mancarà la nostra pròpia empatia per les víctimes de l'imperialisme».
Christian Broughton, el director gerent de The Independent, va dir: «Sense por, intransigent, decidit i totalment compromès a descobrir la veritat i la realitat a qualsevol preu, Robert Fisk va ser el millor periodista de la seva generació. El foc que va encendre a The Independent...s'encén». Per a Harry Browne a Jacobin: «La veu de Robert Fisk estava a tot arreu, i les seves idees van ser vitals tant per crear com per satisfer aquest impuls irlandès d'explicació». L'obituari de l’Irish Times deia: «Acostumava a explicar el seu rebuig a la separació periodística convencional dient: «Si mires guerres, les velles idees del periodisme que has de ser neutral i no prendre partit per ningú són escombraries. Com a periodista., has de ser neutral i imparcial al costat dels que pateixen». L'antiga presidenta del Chartered Institute of Journalists, Liz Justice, va escriure: «El vaig conèixer com un periodista molt detallista i ben informat. Tots estem d'acord que el trobarem a faltar». Richard Falk, en una entrevista a CounterPunch, va dir: «La sortida de Fisk de la regió va deixar un buit periodístic que no s'ha omplert. És important apreciar que hi ha pocs corresponsals de guerra al món que combinen la intrepidesa de Fisk amb els informes, la seva profunditat interpretativa, l'estil d'escriptura atractiu i les exposicions sinceres de les debilitats dels alts i poderosos».

## Obra
- Pity the Nation: Lebanon at War (Oxford University Press, 2001)
- La gran guerra per la civilització. La conquesta de l'Orient Mitjà (La Magrana, 2005). ISBN 978-84-7871-519-0